# Mars Astrobiology Explorer-Cacher
Mars Astrobiology Explorer-Cacher (Max-c) je koncept NASA, mise vozítka k Marsu, který měl být vypuštěn v roce 2018 společně s evropským vozítkem ExoMars.
Vozítko mělo být poháněno solárními panely s maximální hmotností 50 kg a bude založeno na komponentech vozítka Mars Science Laboratory. Vozítko Max-c mělo na místě provést astrobiologické měření, změřit možnosti obyvatelnosti různých prostředí na Marsu a sesbírat vzorky pro možný návrat na Zem budoucí misí.

## Cíle mise
Hlavní úkol bylo hledat v místě, kde je velký potenciál pro uchování fyzických a chemických důkazů života na Marsu, zjistit jestli dřív byly podmínky pro život na Marsu a charakterizovat potenciál prezervace biologických stop.
Primární vědecký úkol bylo přistát na místě s velkým potenciálem obyvatelnosti, a s velkým potenciálem fyzických a chemických důkazů života na Marsu:
- emise methanu zpod povrchu
- podpovrchový vrt - vzorky zeminy v hloubce kolem dvou metrů pod povrchem
- zjištění stáří hornin
- zjištění nedávných změn klima na Marsu
- zjištění možnosti života v napůl roztátém ledu

## Vlastnosti vozítka
Mars Astrobiology Explorer-Cacher mělo mít podobný design jako má Mars Science Laboratory, aby se zmenšily cena a možnost neúspěchu.
Solárními panely poháněné vozítko mělo mít dosah víc než 10 km a životnost alespoň jeden zemský rok. Hmotnost měla být kolem 65 kg, (větší než Mars Exploration Rover a menší než Mars Science Laboratory nebo ExoMars).

## Přistání
Přistát mělo v lednu roku 2019 v severní hemisféře Marsu v zimě.